# Pennes-le-Sec
Pennes-le-Sec – miejscowość i gmina we Francji, w regionie Owernia-Rodan-Alpy, w departamencie Drôme.
Według danych na rok 1990 gminę zamieszkiwało 12 osób, a gęstość zaludnienia wynosiła 1 osób/km² (wśród 2880 gmin regionu Rodan-Alpy Pennes-le-Sec plasuje się na 1601. miejscu pod względem liczby ludności, natomiast pod względem powierzchni na miejscu 979.).